# Emilio Brenta
Emilio Brenta (Torino, 24 agosto 1889 – Rocca Priora, 22 ottobre 1978) è stato un ammiraglio italiano, già distintosi come ufficiale nel corso della guerra italo-turca e della Grande Guerra.
Durante la seconda guerra mondiale comandò la nave da battaglia Giulio Cesare, e poi, nel 1942, fu assegnato al Consiglio Superiore della Marina, poi al Comitato superiore di coordinamento dei progetti tecnici, al Comitato per i progetti delle navi, e al Comitato delle armi navali come membro ordinario. Prestò servizio brevemente al Comando operativo della Regia Marina (Supermarina) con l'incarico di sottocapo di stato maggiore aggiunto e al Gabinetto del Ministro, poi comandò la 5ª Divisione navale, e nei primi giorni del settembre 1943 fu nominato comandante del dipartimento marittimo di Venezia.

## Biografia

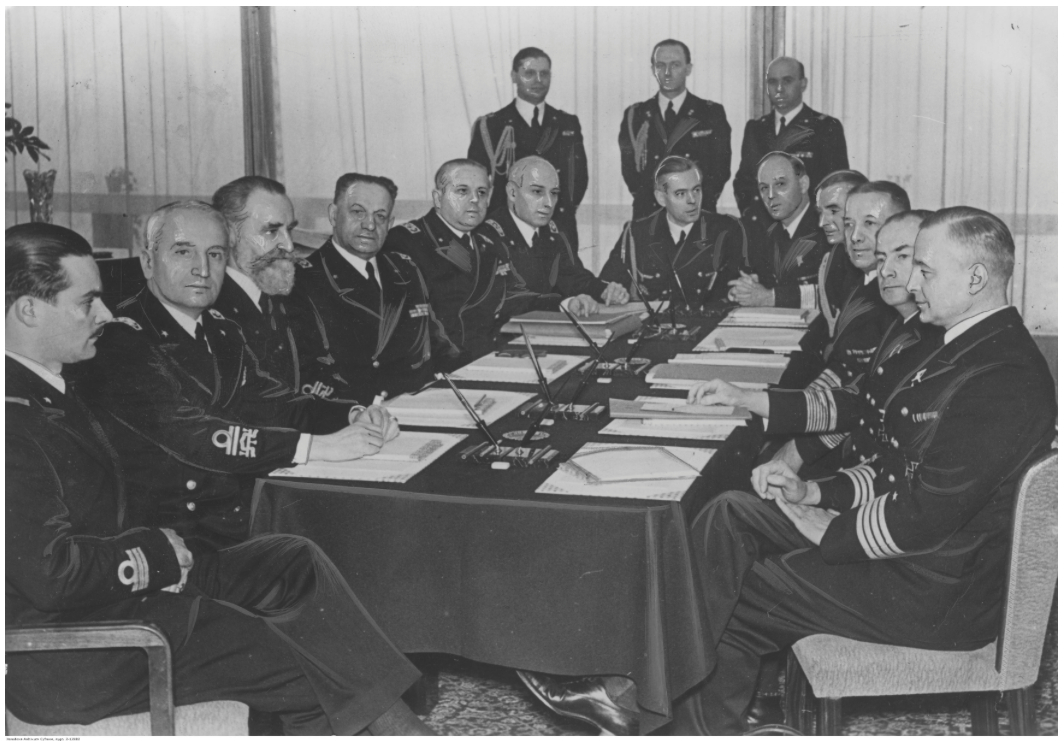
Emilio Brenta con gli ammiragli Arturo Riccardi, Raffaele de Courten, Carlo Giartosio, Erich Raeder e Kurt Fricke e il capitano Kurt Aschmann durante la Conferenza navale tenutasi a Merano nel marzo 1941.

Una salva delle artiglierie principali del Cesare durante un'esercitazione di tiro

Nacque a Torino nel 1889. Nel 1906 fu ammesso a frequentare la Regia Accademia Navale di Livorno da cui uscì, con il grado di guardiamarina, nel 1910. Prese parte alla guerra italo-turca (1911-1912) imbarcato sull'incrociatore corazzato Pisa. Promosso tenente di vascello nel 1915, partecipò alla prima guerra mondiale imbarcato sulla cannoniera Giuliana, sull'ariete-torpediniere Giovanni Bausan, sull'incrociatore corazzato Varese, e per dieci mesi, nel 1916, prestò servizio presso la base navale di Valona. Fu poi aiutante di bandiera sull'incrociatore corazzato Pisa, e sulle corazzate Vittorio Emanuele e  Sardegna. A bordo di quest'ultima nel settembre 1917 fu insignito della medaglia di bronzo al valor militare per essersi distinto in un'azione notturna nella acque dell'alto Adriatico. Tra il 1919 e il 1923 fu al comando, in successione, delle torpediniere Airone, Astore, Calipso, 13 OS, Eridano, e poi ufficiale addetto al comando delle Forze navali del Mediterraneo imbarcato sulla nave da battaglia Conte di Cavour. Promosso capitano di corvetta prestò servizio presso l'ufficio operazioni del comando navale di Pola e poi negli uffici di stato maggiore del Ministero della marina. Promosso capitano di fregata fu comandante del cacciatorpediniere Giuseppe Dezza, poi vicecomandante della nave da battaglia Caio Duilio, comandante dell'esploratore Carlo Mirabello e del cacciatorpediniere Giuseppe Cesare Abba su cui svolse anche l'incarico di comandante della Scuola di comando navale. Divenuto capitano di vascello, dopo un nuovo periodo allo stato maggiore del Ministero, fu nominato comandante della nave da battaglia Giulio Cesare. Lasciò il comando della corazzata nel 1942, in piena seconda guerra mondiale, ritornando a Roma con la promozione a contrammiraglio, e poi ad ammiraglio di divisione, assegnato prima al Consiglio Superiore della Marina, poi al Comitato superiore di coordinamento dei progetti tecnici, al Comitato per i progetti delle navi, e al Comitato delle armi navali come membro ordinario. Prestò servizio brevemente al Comando operativo della Regia Marina (Supermarina) con l'incarico di sottocapo di stato maggiore aggiunto e al Gabinetto del Ministro, poi comandò brevemente, nel 1943, la 5ª Divisione navale. Nel settembre 1943, pochi giorni prima della firma dell'armistizio di Cassibile, fu nominato comandante del dipartimento marittimo di Venezia in sostituzione dell'ammiraglio Ferdinando di Savoia-Genova, e li si trovava l'8 dello stesso mese. Dopo aver trattato la resa della piazza marittima fu fatto prigioniero di guerra dai tedeschi e trasferito in Germania e rinchiuso nel Oflag 64 /Z a Schokken, in Polonia, dove rimase fino alla fine di gennaio 1945 (tranne per un periodo di prigionia nello Stalag XX-A a Toruń, come punizione per essere stato uno dei più accesi anti-tedeschi tra i prigionieri di Schokken) quando fu liberato dall'avanzata dell'Armata Rossa. Ritornato in Italia alla fine del 1945, fece parte della Commissione speciale d'inchiesta di cui, dal 1947 al 1949, ne fu presidente. Dal 1949 al 1952 fu membro della commissione d'esame degli imputati di crimini di guerra. Promosso ammiraglio di squadra fu nominato Grande ufficiale dell'Ordine al merito della Repubblica italiana. Fino al 1956, su incarico del Ministro della Difesa, fu presidente della Commissione interministeriale per lo studio del traffico e dei rifornimenti nazionali in tempo di guerra. Richiamato tre volte in servizio dalla posizione di ausiliaria in cui era stato collocato nel 1949, fu trasferito alla riserva nel 1959. Si spense a Rocca Priora (provincia di Roma) il 22 ottobre 1978.